# Brătușenii Noi, Edineț
Brătușenii Noi este un sat din cadrul comunei Brătușeni din raionul Edineț, Republica Moldova.

## Demografie

### Structura etnică
Structura etnică a satului conform recensământului populației din 2004:
| Grup etnic         | Populație | % Procentaj |
| ------------------ | --------- | ----------- |
| Ucraineni          | 527       | 86,54%      |
| Moldoveni / Români | 51        | 8,37%       |
| Ruși               | 28        | 4,6%        |
| Găgăuzi            | 1         | 0,16%       |
| Bulgari            | 1         | 0,16%       |
| Alții              | 1         | 0,16%       |
| Total              | 609       | 100%        |